# Коммерческий закон (Латвия)
Коммерческий закон Латвийской Республики (латыш. Latvijas Republikas Komerclikums) — нормативный акт Латвии, принятый Сеймом 13 апреля 2000 году и обнародованный Президентом государства 4 мая 2000 года. Коммерческий закон регламентирует коммерческую деятельность, коммерсанта и коммерческий регистр. Коммерческий закон отвечает нормам законодательства Европейского Союза. Коммерческий закон — один из главных инструментов для регулирования отрасли микроэкономики в Латвии.
Дополнительно к Коммерческому закону вышли две книги комментариев к Коммерческому закону Латвии в которых проведен академический анализ нормам и приведены реальные решения тех или иных практических вопросов.
Коммерческий закон регламентирует правовые формы бизнеса: индивидуальные коммерсанты; полные общества; коммандитные общества; общества с ограниченной ответственностью;  акционерные общества.
Практически каждый год в Коммерческий закон вносятся изменения. 

## Разделы
Коммерческий закон имеет несколько подразделов:
- часть «А» - нормы относятся на все формы коммерсантов
- часть «В» -  регламентация всех правовых форм бизнеса
- часть “С” – регламентация реорганизации всех коммерческих обществ
- часть “D” – регулирование понятия “коммерческая сделка”